# Wasserkraftwerk Dalešice
Das Wasserkraftwerk Dalešice ist ein Pumpspeicherkraftwerk am Fluss Jihlava südöstlich von Třebíč. Es wurde zusammen mit dem tiefer gelegenen Stausee des Kraftwerks Mohelno zwischen 1970 und 1978 errichtet. Der Rückstau von 22 km erstreckt sich bis zum Dorf Vladislav. Mit einem Fassungsvermögen von 127,3 Millionen m³ bei einer maximalen Tiefe von 85,5 Metern gehört der Speicher zu den größten in Mähren und ist der tiefste in der Tschechischen Republik.

## Staudamm
Der Damm liegt am Flusskilometer 66 der Jihlava. Er ist 384 m lang und 8 m breit sowie 100 m hoch und damit der höchste Tschechiens. Der Staudamm besteht aus einer Steinschüttung mit einem Kern aus Lehm. Im Oktober 2016 wurde der Staudamm einer Generalsanierung unterzogen.

## Baugeschichte

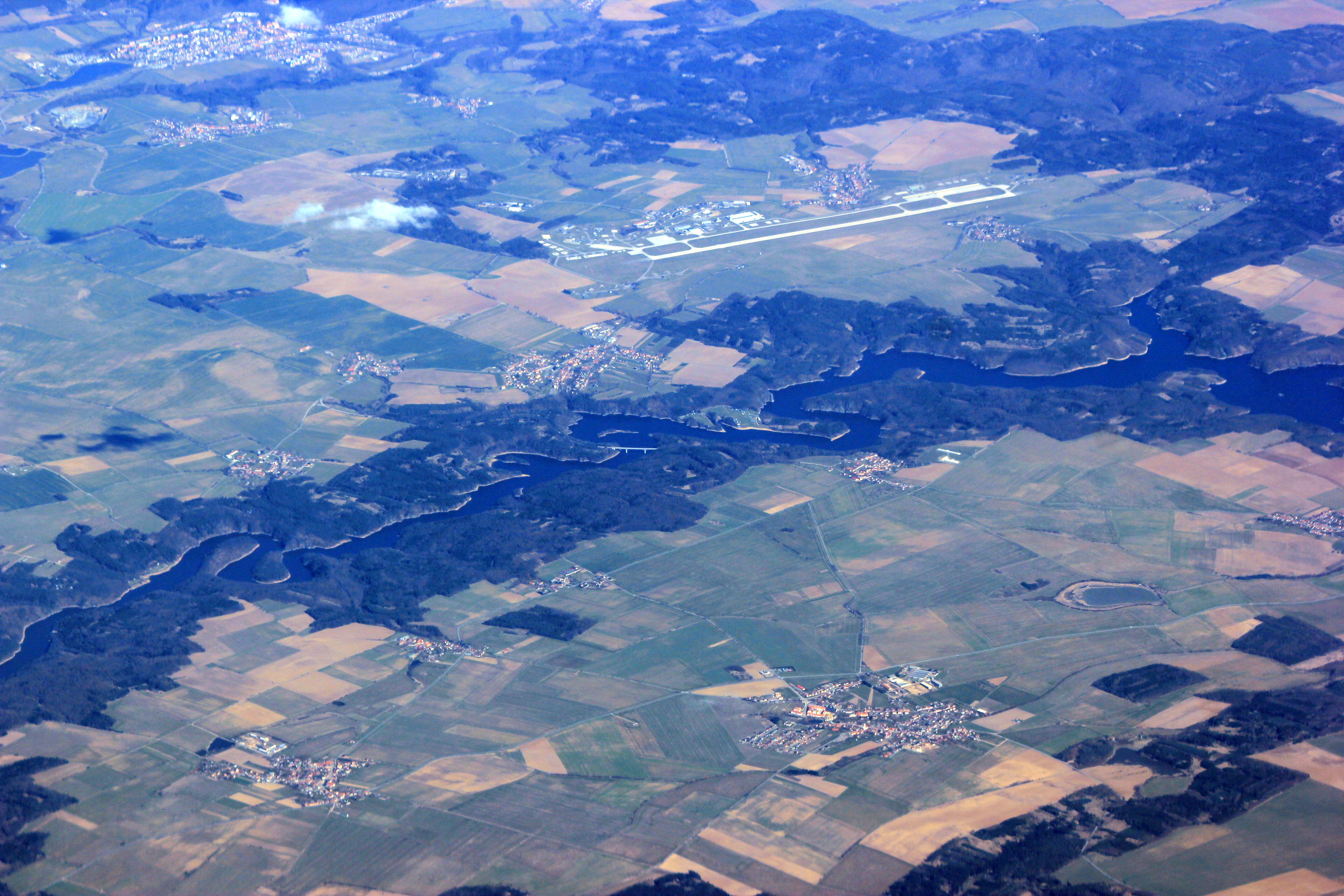
Luftbild des Stausees

Im Staubereich der Jihlava wurden mehrere alte Mühlen überflutet, darunter die erstmals 1366 nachgewiesene Cermak-Mühle bei Číměř, etwas flussabwärts die Jirkasův-Mühle mit einer Säge, bei Třebenice die Mühlen Pyrochtův und Cermak und die ab 1568 bekannte Herrenmühle bei Koněšín. Teile von zwei Mühlen wurden ins Museum der Wassermühle Slup gerettet.
Der Bau begann 1970 und dauerte acht Jahre. Die Fundamente und der gekrümmte Sockel wurden in der Annahme aus Beton gefertigt, dass die Staumauer ebenso betoniert werden würde. Erst als genauere geologische Untersuchungen ergaben, dass das lokale Material dazu geeignet ist, wurde der Damm aus Stein mit einem Kern aus Lehm ausgeführt. Der verwendete Ton wurde zur Bestimmung des Feuchtigkeitsgehalts mehrmals gewogen, zu nasser Ton hätte zu einem instabilen Damm geführt.
In der Bauphase drehte 1974 der Regisseur Jiří Menzel auf der Baustelle den Film Who Looks for Gold? (Original: Kdo hledá zlaté dno).

## Verwendung
Das Wasserkraftwerk Dalešice wurde in Kombination mit dem Kernkraftwerk Dukovany geplant, für das es zwingend benötigtes Prozesswasser bereitstellt.
Als reines Laufwasserkraftwerk würde die geringe Wassermenge des Flusses Jihlava nur zur Gewinnung einer relativ kleinen Energiemenge ausreichen. Seinen großen Wert gewinnt das Kraftwerk erst als Pumpspeicherkraftwerk zur Erzeugung von Spitzenlast, wobei mit nicht benötigter (und billiger) Energie des nahen AKW Dukovany Wasser vom tiefer gelegenen Stausee des Kraftwerks Mohelno wieder zurück hoch gepumpt wird, während kurzfristig benötigte Energiespitzen von den 4×150-MW-Generatoren des Kraftwerks Dalešice erzeugt werden.
Das Speichervermögen hat auch seine Auswirkungen auf den Unterlauf der Jihlava, saisonale Schwankungen in der Wasserführung werden ausbalanciert, Flutspitzen bei starken Regenfällen sowie die Sedimentation verringert.
Die Ufer des Stausees gewannen auch für die Freizeitnutzung an Bedeutung, viele private Ferienhäuser und mehrere Campingplätze entstanden. Saisonal wird Personenschifffahrt betrieben. Im Stausee findet sich ein reicher Fischbestand (Fischgrund Jihlava 7 und 8) mit Krebsen und Forellen.